# ŽNL Primorsko-goranska 1996./97.
Ovaj članak je podtema članka: 5. rang HNL-a 1996./97.

ŽNL Primorsko-goranska (također kao Županijska nogometna liga Primorsko-goranska, Prva nogometna liga Primorsko-goranske županije) u sezoni 1996./97. je predstavljala prvi stupanj županijske lige u Primorsko-goranskoj županiji, te ligu petog stupnja hrvatskog nogometnog prvenstva. 
 
Sudelovalo je 10 klubova, a prvak je bio "Cres". 

## Sustav natjecanja
10 klubova je igralo dvokružnu ligu (18 kola), no do kraja prvenstva su tri kluba odustala od natjecanja.  

## Ljestvica
| mj. | klub                 | ut. | pob. | ner. | por. | gol+ | gol- | bod | bod- |
| --- | -------------------- | --- | ---- | ---- | ---- | ---- | ---- | --- | ---- |
| 1.  | Cres                 | 17  | 11   | 5    | 1    | 45   | 16   | 38  |      |
| 2.  | Goranin Delnice      | 17  | 11   | 4    | 2    | 39   | 15   | 37  |      |
| 3.  | Lošinj (Mali Lošinj) | 17  | 11   | 2    | 4    | 42   | 26   | 35  |      |
| 4.  | Turbina Tribalj      | 17  | 11   | 2    | 4    | 32   | 21   | 33  | –2   |
| 5.  | Zamet Rijeka         | 17  | 6    | 3    | 7    | 20   | 29   | 21  |      |
| 6.  | Mrkopalj             | 17  | 5    | 3    | 9    | 22   | 29   | 18  |      |
| 7.  | Rikard Benčić Rijeka | 17  | 4    | 4    | 9    | 16   | 30   | 16  |      |
| 8.  | Gomirje              | 17  | 2    | 5    | 10   | 15   | 31   | 11  |      |
| 9.  | Risnjak Lokve        | 17  | 4    | 1    | 12   | 16   | 32   | 10  | -3   |
| 10. | Goranka Ravna Gora   | 9   | 1    | 1    | 7    | 8    | 26   | 2   | -2   |

- "Goranka" Ravna Gora – odustali nakon jesenskog dijela

## Rezultatska križaljka
| kratica | klub                 | CRES | GOM | GORI | LOŠ | MRK | RIKB | RIS | TUR | ZAM | GORK |
| --- | -------------------- | ---- | --- | ---- | --- | --- | ---- | --- | --- | --- | ---- |
| CRES | Cres                 |      |     |      |     |     |      |     |     |     |      |
| GOM | Gomirje              |      |     |      |     |     |      |     |     |     |      |
| GORI | Goranin Delnice      |      |     |      |     |     |      |     |     |     |      |
| LOŠ | Lošinj (Mali Lošinj) |      |     |      |     |     |      |     |     |     |      |
| MRK | Mrkopalj             |      |     |      |     |     |      |     |     |     |      |
| RIKB | Rikard Benčić Rijeka |      |     |      |     |     |      |     |     |     |      |
| RIS | Risnjak Lokve        |      |     |      |     |     |      |     |     |     |      |
| TUR | Turbina Tribalj      |      |     |      |     |     |      |     |     |     |      |
| ZAM | Zamet Rijeka         |      |     |      |     |     |      |     |     |     |      |
| GORK | Goranka Ravna Gora   |      |     |      |     |     |      |     |     |     |      |
| |                      |      |     |      |     |     |      |     |     |     |      |
| podebljan rezultat - utakmice od 1. do 9. kola (1. utakmica između klubova) rezultat normalne debljine - utakmice od 10. do 18. kola (2. utakmica između klubova) rezultat nakošen - nije vidljiv redoslijed odigravanja međusobnih utakmica iz dostupnih izvora rezultat smanjen * - iz dostupnih izvora nije uočljiv domaćin susreta prekrižen rezultat - poništena ili brisana utakmica p - utakmica prekinuta 3:0 p.f. / 0:3 p.f. - rezultat 3:0 bez borbe n.i. - nije igrano |                      |      |     |      |     |     |      |     |     |     |      |

 Izvori: 